# Концепция привратника
Концепция привратника (англ. Gatekeeping, «эффект привратника», модель «привратника») — это концепция, которая описывает процесс отсеивания информации для распространения в средствах массовой информации.
Теория была выдвинута социальным психологом Куртом Левиным в 1943 году.
Академическая теория привратника встречается в нескольких областях исследований, в том числе исследований в области коммуникации, журналистики, политологии и социологии.

## Определение
Модель «привратника» — это процесс, с помощью которого информация фильтруется для СМИ. По словам Памелы Шумейкер и Тима Воса, фильтрование — это процесс «выборки и производства бесчисленного количества информации в ограниченное количество сообщений, которые получают люди каждый день, и это является главной ролью СМИ в современной общественной жизни. […] Этот процесс определяет не только, какая информация выбрана для новостей, но и то, каков характер и содержание сообщений для будущих новостей»
1. При осуществлении своей функции «наблюдения» каждый новостной носитель имеет очень большое количество историй, ежедневно доводимых до его сведения журналистами, телеграфными службами и различными другими источниками.
2. Из-за ряда практических соображений, только ограниченное количество времени или пространства доступно в любом средстве для его ежедневных презентаций новостей для своей аудитории. Оставшееся пространство должно быть посвящено рекламе и другому контенту.
3. Внутри любой новостной организации существует новостная перспектива, субкультура, включающая в себя сложный набор критериев для оценки конкретной новостной истории — критерии, основанные на экономических потребностях СМИ, организационная политика, определения новостной пригодности, представления о природе соответствующей аудитории, и представления об обязательствах журналистов в отношении четвертой массы.
4. Эта новостная перспектива и ее сложные критерии используются редакторами, новостными директорами и другими сотрудниками, которые выбирают ограниченное количество новостей для представления общественности. Затем они кодируют их таким образом, чтобы удовлетворялись требования среды и вкусы аудитории.
5. Поэтому сотрудники новостной организации становятся привратниками, позволяя некоторым историям пройти через систему, но не позволяя другим. Это затем ограничивает, контролирует и формирует знание общественностью всей совокупности фактических событий, происходящих в реальности"[4]

«Привратником» признается тот, кто контролирует поток новостей, может изменять, расширять, повторять, изымать информацию, по-своему расставлять акценты"

В роли привратника могут выступать редакторы, журналисты, которые в силу своего профессионального уровня решают, какую информацию стоит обнародовать, а какую запретить.

Как отмечала Г. Ибраева в статье «Исследование коммуникатора на современном этапе», функции редактора — «привратника» таковы:
- «творческая (все журналисты в редакции пишут, отбором же занимается руководитель (ответственный секретарь)»[6]
- «в самом пишущем сидит „привратник“; каждый по опыту знает, что может быть пропущено в печать, а что нет»[6]
- «функции „привратника“ выполняют органы внешней цензуры»[6]
- «пресса ориентирует массы в информационном потоке, управляет ими, просвещает их»[6]

## История
Модель привратника как новостной процесс был идентифицирован в литературе еще в 1922 году, хотя и не получил формального теоретического названия. В своей книге «The Immigrant Press», Парк объясняет процесс так: «из всех событий, которые происходят и регистрируются каждый день корреспондентами, журналистами и информационными агентствами, редактор выбирает определенные пункты для публикации, то, что он считает более важным или более интересным, чем другие. Остальную часть он обрекает на забвение и мусорное ведро. Существует огромное количество новостей „убитые“ каждый день»

Курт Левин открыл «эффект привратника» во время Второй мировой войны, проведя эксперимент с американскими домохозяйками среднего Запада. Автор обнаружил существование особых зон — «ворот» («gate area»), в которых происходит выбраковывание возможных версий выбора и выбираются для последующего анализа другие. Эксперимент заключался в том, чтобы заменить в их рационе дефицитные мясные продукты на потроха и говяжьи продукты, к которым у домохозяек была неприязнь из-за внешнего вида и запаха. Участницы эксперимента были разделены на группы в составе от 13 до 17 человек. С каждой из групп проводились занятия — одним читали лекции, а с другими велись дискуссии, продолжительностью в 45 минут. В одной группе проводились дискуссии, где специалисты отвечали на интересующие вопросы, связанные с полезностью и выгодой субпродуктов и другие, а в других группах читали лекции. В результате эксперимента, в группах, где проводились дискуссии-30 % участников стали использовать субпродукты, а в группах, где читали лекции-только 3 %. И тогда эти домохозяйки, которые отбирали «новый продукт» вместо обычного мяса, стали «привратниками», принимающими решение, что именно попадет в дом.

Исследование автора, опубликованное в 1943 году, стало толчком для другой статьи в 1947 году, в которой он вводит идею обратной связи в процессе принятия групповых решений, что усложняет роль привратника. Обратная связь признает, что соображения привратника при принятии решений могут варьироваться в зависимости от соображений группы.
 Со временем этот «эффект привратника» распространился на отбор новостей редакторами.

## Сущность концепции
Курт Левин выделил несколько частей процесса «gatekeeping» в своей статье:
1. Информация шаг за шагом перемещается по каналам. Количество каналов варьируется, и количество времени в каждом канале может варьироваться.
2. Информация должна пройти через «ворота», чтобы перейти от одного канала к другому.
3. Силы управляют каналами. Могут быть противоположные психологические силы, вызывающие конфликт, который создает сопротивление движению через канал.
4. Может быть несколько каналов, которые приводят к одному и тому же конечному результату.
5. Различные актеры могут контролировать каналы и действовать в качестве привратников в разное время.

Например, Международный новостной канал получает множество новостей в течение дня: вопросы международного террора, обсуждения в ООН, религиозные злоупотребления в международном сообществе. Новостной канал не может показать аудитории все эти новости, так как это может повлиять на репутацию канала в политике организации и общественности. Здесь редактор выбирает новости, которые соответствуют критериям, но в то же время новостной канал не может показать религиозные злоупотребления потому, что это может повредить аудитории непосредственно и повлиять на политику организаций тоже. Но вопросы международного террора и обсуждения в ООН-это универсальные общие новости, которые не повлияют на репутацию канала в политике общественности и организаций.

## Критика
1. Человек склонен пренебрегать той информацией, которая расходится с его принципами. и поэтому из многочисленных вариантов информации выбирает ту, которая сходится с его взглядами, установками. Модель «привратника» делает проблематичной пропаганду взглядов, отличных от взглядов индивида.

2. «Эффект привратника», в большинстве случаев, рассматривался на материале прессы. Электронные СМИ — радио и телевидение — с этой стороны практически не изучались.

3. А. Квят в своей работе подчеркивает, что социальные медиа разрушают «модель привратника»

4. Karine Barzilai-Nahon в 2008 году предложила новый взгляд на процесс «gatekeeping», добавив новые условия и пересматривая старые термины, давая им новые определения:
- Ворота — «вход или выход из сети или ее участков».
- Фильтрование — «процесс управления информацией, как она движется через ворота. Деятельность включает в себя, среди прочего, выбор, добавление, удержание, отображение, направление, формирование, манипулирование, повторение, сроки, локализацию, интеграцию, игнорирование и удаление информации».
- Закрытого типа — "у лица, подвергнутого «gatekeeping».
- Механизм «gatekeeping» — «инструмент, технологии или методологии, используемой для проведения процесса фильтрование».
- Сеть привратник — «сущности (люди, организации или правительства), которые имеют право по своему усмотрению осуществлять фильтрование с помощью механизма „gatekeeping“ в сети и могут выбрать, в какой мере проявлять это, зависят от закрытого строя».

Также Barzilai-Nahon вводит типологию для закрытого типа. Согласно ее подходу, существует четыре ключевых атрибута на разных уровнях, которые определяют, как они могут взаимодействовать с воротами:
- Политическая власть в отношении «привратника»,
- Способность продукции информации,
- Отношения с «привратником»,
- И альтернативы в контексте «gatekeeping».

Затем типология комбинаций этих характеристик позволяет понять возможные взаимодействия между привратником и закрытым на основе числа и типа атрибутом, который есть у человека.
5. Пользователи стали играть большую роль в производстве и распространении онлайн-новостей через социальные сети, такие как Twitter и Facebook. Памела Шумейкер и Тима Вос, предположили такую практику как «аудитория gatekeeping». По их словам (2011), «аудитория gatekeeping» — это процесс, в котором пользователи "передают уже доступные новости и комментируют их «на основе собственного набора критериев о новостной пригодности пользователя»
6. М. Вард развивает эту идею дальше, делая вывод, что новые медиа не просто лишили журналистов статуса единственных в своем роде привратников — они сами замещают СМИ в этом качестве.
7. А. Чарли, автор статьи «Has the Rise of Social Meant the Death of Journalism?» («Означает ли подъем социальных медиа смерть журналистики?»), задается вопросом: «Где вы ищите информацию, когда случается что-то громкое? В Twitter? Какой новостной сайт вы предпочитаете? Google? Или, может быть, вы все же подождете и узнаете все завтра из газетных передовиц?». Продолжая свою мысль, он замечает, что в современном мире люди начинают свое утро с чтения сообщений в Twitter точно так же, как когда-то начинали его с чтения утренней газеты.
8. Появление и распространение новых медиа привели к тому, что СМИ начали терять свою значимость как источники информации для PR-служб, что стало «обратной стороной» разрушения «концепции привратника».